# Ulmus tonkinensis
Ulmus tonkinensis är en almväxtart som beskrevs av François Gagnepain. Ulmus tonkinensis ingår i släktet almar, och familjen almväxter. Inga underarter finns listade i Catalogue of Life.